# Брисуэла, Уго
Уго Роландо Брисуэла Бенитес (исп. Hugo Rolando Brizuela Benítez; род. 8 февраля 1969 года) — парагвайский футболист, нападающий. Чемпион Мексики 2001 года в составе «Пачуки».

## Карьера
Карьеру начинал в футбольном клубе «Соль де Америка».
В составе национальной команды Брисуэла участвовал в Кубке Америки 97 и чемпионате мира во Франции. Всего на его счету 21 матч и 3 гола за сборную страны.
Младший брат Уго Браулио (род. 1988) также был профессиональным футболистом.